# Aloconota cambrica
Aloconota cambrica är en skalbaggsart som först beskrevs av Thomas Vernon Wollaston 1855.  Aloconota cambrica ingår i släktet Aloconota och familjen kortvingar. Inga underarter finns listade i Catalogue of Life.